# Hosein Behzad

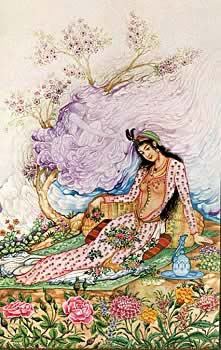
Behzad salvó el arte de miniatura persa de ser olvidado por sus obras artísticas

Hosein Behzad (1894-1968) fue un destacado pintor iraní. Sus primeros trabajos los hizo al estilo de los pintores persas de los siglos XVII y XVIII con la esperanza de evitar que el arte de la miniatura persa se sumiera en el olvido.

## Biografía
Hasta los 44 años de edad, Behzad vivió y trabajó en Teherán, donde también formó una familia. En 1934 marcha a París, donde permanecerá 13 meses estudiando cursos sobre las distintas artes orientales y occidentales en el Museo del Louvre, el museo de Guimet y en el Palacio de Versalles. Fue en este viaje cuando Behzad accedió a un nuevo método en su trabajo, ecléctico, que consistía en una mezcolanza de la miniatura persa y los estilos contemporáneos europeos. Así las cosas, su nuevo estilo lleva a Behzad a la fama internacional. En 1949 obtuvo del Ministerio de Cultura de Irán una condecoración de primera categoría por su trabajo. En 1958 recibió de Minneapolis, también otra condecoración de primer grado por sus trabajos de pintura. En 1968 fue nombrado profesor emérito en el College Ornamenta Arts. Gracias a todo esto, cada día cobraba más fama en el mundo. Uno de sus trabajos más importantes fue una exposición en el Museo Iran Bastan en 1953 con ocasión del mil aniversario del nacimiento de Avicena.
Con el patrocinio del gobierno francés, Behzad montó en el Museo de Arte Moderno de París una exposición a cuya inauguración asistió el ministro de Cultura de Francia. Esta exposición, celebrada el 18 de mayo de 1955, consolidó a Behzad como gran artista de proyección internacional. Un año más tarde, sus miniaturas fueron expuestas en la Biblioteca del Congreso, en EE. UU., lo cual le dio más fama si cabe a nivel internacional. Behzad también expuso en ciudades como Londres, Praga, Nueva York, Boston etc.

## Muerte
El 13 de octubre de 1968, falleció a la edad de 74 años en Europa, donde había sido enviado para ser tratado de una enfermedad. Fue enterrado en un cementerio cercano al Imamzadeh Abdollah de Shahr-e-Rayy, al sur de Teherán.
Para homenajear a este gran artista iraní, en 1994 se abrió el Museo de Behzad en Saad Abad, Teherán, donde se han expuesto una gran número de sus obra.